# 劉城 (正德進士)
劉城（1481年—？），字維翰，山東濟南府新城縣（今桓台縣）民籍，直隸東明縣人，明朝政治人物。

## 生平
濟南府學附學生，弘治十七年（1504年）甲子科山東鄉試第四十九名舉人。正德六年（1511年）中式辛未科會試第□名，登第二甲第二十一名進士。官至南京主事。

## 家族
曾祖劉義中；祖父劉彬；父劉興，母穆氏。永感下。兄劉昇、劉名。